# Gustaf Johan Billberg
Gustaf Johan Billberg (ur. 14 czerwca 1772 w Karlskronie, zm. 26 listopada 1844 w Sztokholmie) – szwedzki botanik, zoolog i anatom. W nomenklaturze botanicznej opisane przezeń gatunki oznacza się skrótem "Billb.". Na jego cześć nazwano rodzaj z rodziny bromeliowatych, Bilbergia.
Ukończył studia prawnicze na Uniwersytecie w Lund w 1790 roku. Został biegłym rewidentm w Biurze Kontroli Izby w Sztokholmie. W 1798 był urzędnikiem powiatowym w Visby, a w 1808 wyjechał do Sztokholmu, gdzie w 1812 został sędzią Apelacyjnego Sądu Administracyjnego, z którego to urzędu zrezygnował w 1837 roku.

## Prace
- Ekonomisk botanik (1815–16)
- Enumeratio insectorum in museo (1820)
- Synopsis Faunae Scandinaviae (1827)